# Liberty City (Texas)
Liberty City is een plaats (census-designated place) in de Amerikaanse staat Texas, en valt bestuurlijk gezien onder Gregg County.

## Demografie
Bij de volkstelling in 2000 werd het aantal inwoners vastgesteld op 1935.

## Geografie
Volgens het United States Census Bureau beslaat de plaats een oppervlakte van
10,2 km², geheel bestaande uit land.

## Plaatsen in de nabije omgeving
De onderstaande figuur toont nabijgelegen plaatsen in een straal van 12 km rond Liberty City.